# On the Outside
On the Outside är den brittiska musikgruppen Starsailors tredje musikalbum och släpptes under 2005. Skivan spelades in i Los Angeles med producenten Rob Schnapf, som tidigare arbetat med bland andra Beck och Elliott Smith.

## Låtlista
1. "In the Crossfire" - 3:17
2. "Counterfeit Life" - 3:32
3. "In My Blood" - 3:56
4. "Faith Hope Love" - 2:48
5. "I Don't Know" - 3:22
6. "Way Back Home" - 3:11
7. "Keep Us Together" - 3:48
8. "Get Out While You Can" - 3:08
9. "This Time" - 3:33
10. "White Light" - 4:36
11. "Jeremiah" - 3:40